# Illertissen
Illertissen là một đô thị ở huyện Neu-Ulm bang Bayern thuộc nước Đức.

## Thành phố kết nghĩa
- Carnac, Pháp
- Loket, Cộng hòa Séc